# Dactylorhiza fourkensis
Dactylorhiza fourkensis là một loài thực vật có hoa trong họ Lan. Loài này được B.Willing & E.Willing mô tả khoa học đầu tiên năm 1987.